# Svilimento della moneta

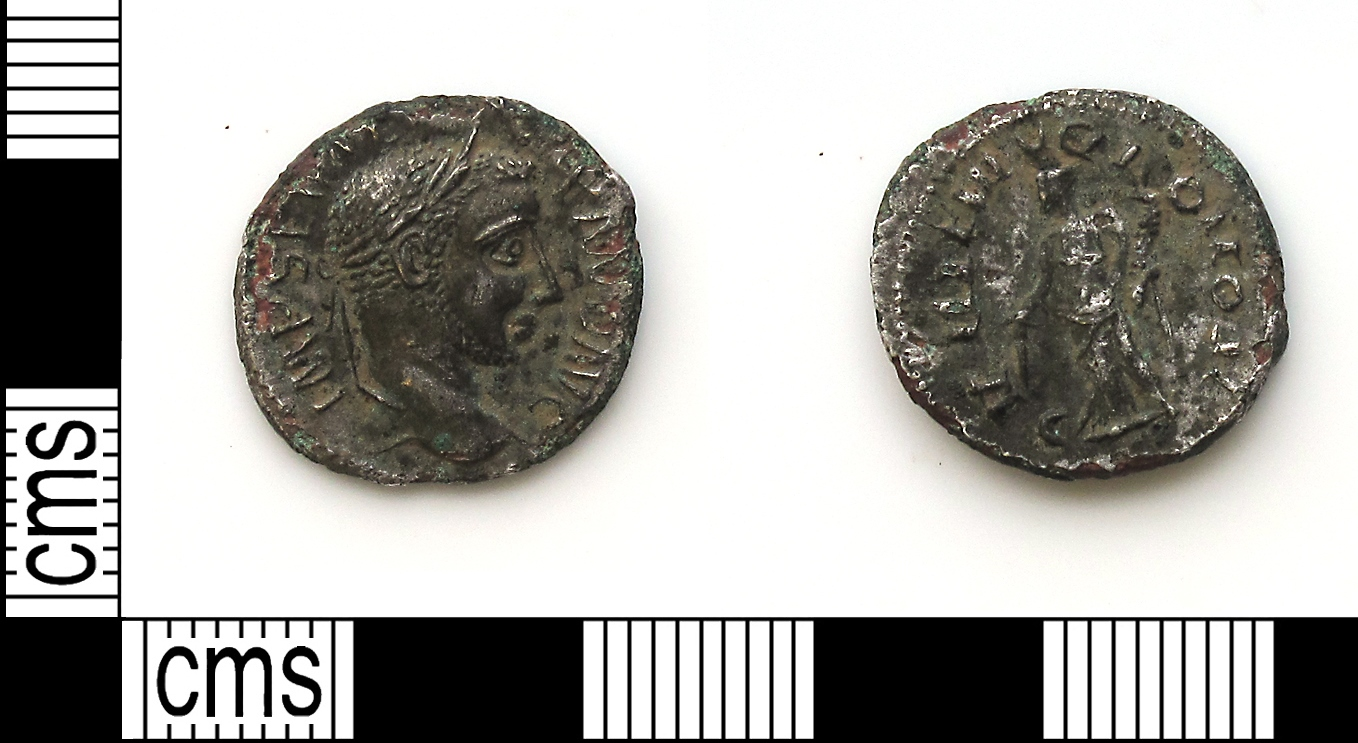
Denario svilito

Lo svilimento è l'abbassamento progressivo del valore intrinseco di una valuta. È particolarmente utilizzato in riferimento a denaro merce come monete d'oro o d'argento. Si dice che una moneta sia "svilita" se la quantità di oro, argento, rame o nichel è ridotta.

## Motivi per lo svilimento ed esempi
Uno dei motivi per cui un governo causa lo svilimento della sua moneta è un guadagno finanziario per il sovrano a scapito dei cittadini. Per esempio, il valore del denario nella moneta romana diminuì gradualmente nel tempo, mentre il governo romano alterava sia le dimensioni che il contenuto d'argento della moneta. Originalmente, l'argento usato era quasi puro, pesante circa 4,5 grammi. Nel tempo, il titolo del metallo prezioso è stato ridotto con vari interventi successivi. Durante la dinastia Giulio-Claudia, il denario conteneva circa 4 grammi d'argento, e poi fu ridotto a 3,8 grammi sotto Nerone. Il denario continuò a ridursi in dimensioni e purezza fino alla seconda metà del terzo secolo, quando conteneva ormai solo circa il 2% d'argento, ed è stato sostituito dall'Argenteus. Riducendo il contenuto d'argento o oro di una moneta, un governo può fare più monete nuove da una determinata quantità di monete vecchie (un semplice calcolo aritmetico mostra come da 2 000 denarii dell'epoca Giulio Claudia da 4 grammi d'argento si potevano ottenere 2 105 denari neronei da 3,8 grammi). L'inflazione ne è un'ovvia conseguenza, permettendo al sovrano di estinguere i titoli di stato. Tuttavia, il potere d'acquisto della valuta dei cittadini è stato ridotto. Un altro motivo è, per lo stesso meccanismo, l'intento di terminare una spirale deflazionistica.
Lo svilimento può essere anche una conseguenza dell'aumento del valore metallico prezioso contenuto al di sopra del valore nominale delle monete. Ciò avveniva spesso quando una crescita economica sostenuta richiedeva più metallo prezioso tra quello disponibile per coprire le necessità monetarie. Quando il prezzo di mercato del metallo prezioso sale sufficientemente, il valore intrinseco delle monete supera il valore nominale e quindi si trae profitto utilizzando le monete come lingotti da fondere piuttosto che come strumento monetario. Questo ha incentivo i cambiavalute e i coniatori, solitamente ebrei, a svilire illegalmente il denaro tramite la pratica della tosatura, consistente nel grattare, raschiare, tagliuzzare i bordi delle monete (la zigrinatura del bordo nasce per contrastare queste pratiche). Per anticipare questi comportamenti illegali e preservare la qualità e la quantità di monete, il potere statale potrebbe svilire ufficialmente la moneta abbassandone il valore intrinseco o, al contrario, giocare al rialzo aumentando il valore nominale delle monete. Lo svilimento del denaro ha i suoi scopi legittimi ed ha il benvenuto della popolazione se fatto per preservare la stabilità della monetazione. Un esempio di ciò era lo svilimento come artifizio del tutto cosciente delle zecche medievali che aveva il duplice scopo di speculare sul metallo fino (aumentando momentaneamente il profitto per la zecca) e di difendere la propria moneta da analoghe azioni di zecche concorrenti. Qualche studioso afferma che l'accelerazione dello svilimento progressivo del denaro carolingio nei secoli tra il XII e il XIV (tanto che alla fine del Trecento il denaro era diventato una moneta in puro rame che non valeva più nulla) trovi il suo motivo fondamentale nella guerra commerciale tra i comuni italiani, che cercavano più o meno spudoratamente di sfruttare la legge di Gresham ("la moneta cattiva scaccia quella buona") tramite piccole, ripetute riduzioni di peso e titolo, al fine di mantenere la propria moneta sul mercato a scapito di quella delle città concorrenti con le quali condividevano la stessa area di circolazione monetaria.

## Risultati dello svilimento
Come già detto questo processo abbassa il valore intrinseco della monetazione e quindi più monete possono essere fatte con la stessa quantità di metallo prezioso. Gli effetti economici sono inflazione, svalutazione e, fatto troppo spesso, può portare inevitabilmente alla necessità dell'introduzione di una nuova moneta che viene adottata come moneta standard, cioè ad una riforma monetaria. Un esempio si ebbe quando l'akçe ottomano fu sostituito dal Kuru (1 Kuru = 120 akçe), con la para (1/40 Kuru) come subunità. Il kuru a sua volta divenne poi una suddivisione della lira turca.

## Metodi di svilimento
Come detto i metodi più frequenti usati dai governanti durante il conio erano il cambio di metallo per uno meno prezioso, o l'abbassamento del titolo di metallo prezioso usato nella lega, o semplicemente la riduzione delle dimensioni. 
Quando invece veniva illegalmente fatto da un privato, il metallo prezioso veniva rimosso fisicamente dalla moneta in maniera tale da risultare non immediatamente rilevabile e non cambiare così il valore nominale, lasciando allo "svilitore" un profitto. Il metallo recuperato poteva infatti essere raccolto e poi fuso in nuove monete. Fino alla metà del XX secolo, le monete erano spesso fatte di argento o d'oro, che erano abbastanza morbidi e inclini all'usura. Questo significava che le monete diventavano naturalmente più leggere (e quindi meno preziose) con l'uso, così la perdita di una piccola quantità di metallo sarebbe passata inosservata. Le monete moderne sono fatte di metalli duri e economici quali acciaio, rame o una lega di rame-nichel, riducendo l'usura e rendendo difficili e non redditizi questi metodi, i più comuni dei quali erano:
- la tosatura - veniva rimosso un po' di metallo dalla circonferenza della moneta grattandola o rimuovendone piccoli pezzi;
- lo "sweating" - venivano messe delle monete in un sacchetto e venivano agitate così che rilasciassero della polvere preziosa perdendola in maniera uniforme così che risultasse più difficile da scoprire; la polvere veniva poi raccolta dal fondo del sacchetto;
- la foratura - se la moneta era grande, veniva rimosso una parte circolare dalla parte centrale e la faccia della moneta venire poi martellata per richiudere il foro;
- la segatura - la moneta veniva segata a metà, e un dischetto di metallo estratto dall'interno. Dopo aver riempito il buco con un metallo più economico, le due metà venivano saldate di nuovo insieme[9].

Al fine di evitare la "tosatura", si è cominciato a produrre monete auree o argentee con bordi zigrinati, o comunque sagomati. Questa caratteristica è rimasta in molte monete per tradizione, anche se non contengono più metalli preziosi. Per esempio, il quarto e il centesimo degli Stati Uniti hanno i bordi fresati. Le monete che tradizionalmente sono state fatte puramente dei metalli non costosi, quale il nichel degli Stati Uniti, hanno più probabilità di avere bordi lisci. I diversi tipi di zigrinatura sono comunque comuni anche perché deterrenti per la contraffazione e perché permettono un più facile riconoscimento dei vari tipi di moneta metallica.